# 卡梅爾谷村 (加利福尼亞州)
卡梅爾谷村（英語：Carmel Valley Village）是位於美國加利福尼亞州蒙特雷縣的一個人口普查指定地區。

## 地理
卡梅爾谷村的座標為36°29′10″N 121°43′26″W / 36.48611°N 121.72389°W，而該地最高點為海拔高度258米（即846英尺）。

## 人口
根據2010年美國人口普查的數據，卡梅爾谷村的面積為49.673平方千米，當中陸地面積為49.166平方千米，而水域面積為0.507平方千米。當地共有人口4407人，而人口密度為每平方千米88人。